# Schetibai
Schetibai (kasachisch Жетібай, russisch Жетыбай Schetybai) ist ein Ort in Kasachstan.

## Geografie
Schetibai befindet sich im Westen Kasachstans im Gebiet Mangghystau etwa 70 Kilometer östlich von Aqtau und etwa 60 Kilometer westlich von Schangaösen auf der Halbinsel Mangischlak. Der Ort liegt auf einer wüstenartigen Hochebene, die nördlich von Schetibai durch die Bergkette Mangghystau begrenzt wird. Südwestlich befindet sich die Qaraqija-Senke, die mit einer Tiefe von −132 Metern unter dem Meeresspiegel der tiefste Ort Kasachstans ist.

## Bevölkerung
Bei der Volkszählung 1999 wurde für Schetibai eine Einwohnerzahl von 9.153 Menschen angegeben. Bei der Volkszählung im Jahr 2009 hatte der Ort 11.326 Einwohner. Bei der letzten Volkszählung 2021 lebten 13.528 Menschen in Schetibai.
| Einwohnerentwicklung               | Einwohnerentwicklung | Einwohnerentwicklung | Einwohnerentwicklung | Einwohnerentwicklung | Einwohnerentwicklung |
| 1970                               | 1979                 | 1989                 | 1999                 | 2009                 | 2021                 |
| ---------------------------------- | -------------------- | -------------------- | -------------------- | -------------------- | -------------------- |
| 13.090                             | 10.147               | 8.988                | 9.153                | 11.326               | 13.528               |
| Anmerkung: Volkszählungsergebnisse |                      |                      |                      |                      |                      |

## Wirtschaft und Verkehr
Schetibai ist ein wichtiger Knotenpunkt im Straßensystem auf der Halbinsel Mangischlak, an dem drei Fernstraßen zusammentreffen. Durch den Ort führt die kasachische Fernstraße A33, die in nördlicher Richtung weiter nach Beineu und Qulsary bis nach Dossor in der Nähe von Atyrau führt. In westlicher Richtung gelangt man auf dieser nach Aqtau. In Schetibai zweigt die A34 davon ab, die weiter nach Schangaösen und schließlich zur turkmenischen Grenze führt. Die A36 verbindet Schetibai mit Quryq. Schetibai ist auch an das kasachische Eisenbahnnetz angebunden und verfügt über einen Bahnhof an der Linie von Mangghystau nach Schangaösen. Der Bahnhof befindet sich jedoch nicht direkt in Schetibai, sondern im nur wenige Kilometer entfernten Munaischy.
Die Wirtschaft hängt stark von der Erdölförderung ab. Unmittelbar südlich von Schetibai wird auf dem Feld Schetibai Erdöl und Erdgas gefördert. Das Vorkommen wurde 1961 entdeckt, die groß angelegte Entwicklung begann 1969. Einige Kilometer nördlich des Ortes liegt das Ölfeld Airantaqyr, auf dem seit 1991 Erdöl gefördert wird. Beide Felder werden durch Mangghystaumunaigas betrieben. Die Erdölleitung Aqtau–Schetibai–Uzen verläuft durch Schetibai.